# 聚头绢蒿
聚头绢蒿（学名：Seriphidium compactum）为菊科绢蒿属的植物。分布于蒙古、俄罗斯以及中国大陆的新疆、甘肃、内蒙古、宁夏、青海等地，生长于海拔1,500米至3,100米的地区，常生于低山和亚高山地区砾质坡地与半荒漠地区，目前尚未由人工引种栽培。